# Warnes
Warnes – miasto w Boliwii, położone we wschodniej części departamentu Santa Cruz.

## Opis
Miejscowość została założona w 1790 roku.Przez miasto przebiega droga krajowa RN4 i linia kolejowa.

## Demografia
Źródło.